# Врангель, Егор Васильевич
Барон Его́р Васи́льевич Вра́нгель (нем. Georg Gustav Ludwig von Wrangel; 1783, Майдель — 1841, Санкт-Петербург) — профессор российского права, действительный статский советник.

## Биография
Сын барона Вильгельма Врангеля (нем. Bernhard Wilhelm von Wrangel; 1747—1845; из дома Люденгоф) и баронессы Барбары Врангель (нем. Hedwig Barbara Elisabeth von Wrangell; 1758—1838; из дома Лагена). Родной брат адмирала Василия Васильевича Врангеля и генерал-майора Александра Васильевича Врангеля, а также троюродный брат Егора Ермолаевича Врангеля (1803—1868; деда П. Н. Врангеля).
Окончив курс в Дерптском университете, продолжал занятия в Виттенбергском и Гейдельбергском университетах, служил в 1804 году секретарём Дерптского уезда Лифляндской губернии. Затем поступил на службу в Комиссию составления законов при М. М. Сперанском.
Был зачислен 16 декабря 1809 года на должность адъюнкта правоведения Казанского университета, помощником к профессору И. Е. Нейману; 23 марта 1811 года стал там же экстраординарным профессором, а 27 марта 1815 года — ординарным профессором. В 1819 году, 5 августа, Врангель, избранный за два месяца до того (2 июня) деканом нравственно-политического отделения, по итогам ревизии был уволен из Казанского университета за злоупотребления по службе, обнаруженные членом Главного правления училищ М. Л. Магницким.
Переехав в столицу он стал читать лекции в Царскосельском лицее (1820—1837) и Благородном пансионе при лицее. С 1832 года — профессор в Главном педагогическом институте, в 1836—1841 годах — в Петербургском университете. При открытии в 1835 году Императорского училища правоведения он был назначен его инспектором и преподавателем государя наследника (будущего Александра II).
Умер 15 (27) июня 1842 года. Был похоронен на Волковском лютеранском кладбище; могила утрачена.

## Награды
- орден Св. Владимира 4-й ст. (30.01.1825)
- орден Св. Станислава 3-й ст. (22.04.1834)[6]
- орден Св. Анны 2-й ст. с императорской короной (16.01.1836)[7]

## Семья
Жена, с 15 октября 1811 года — Прасковья Ильинична (1794—1858), дочь профессора Ильи Фёдоровича Яковкина. Их дети:
- Екатерина (1815—1863)
- Вильгельм (1816—1860), действительный статский советник
- Варвара (1817—1873)
- Юлиана (1819—1883), с 1840 года замужем за В. С. Завойко
- Анна (1820—1895)
- Виктор (1823—1836)
- Егор (1827—1875).